# صوت الخليج إف إم
صوت الخليج اف ام  هي محطة إذاعية في مدينة الدوحة في قطر.

## التأسيس
تأسست إذاعة صوت الخليج اف ام  في 2 فبراير 2002 وذلك في تمام الساعة الثانية و دقيقتان في مدينة الدوحة في قطر. تزامن هذا التأسيس مع يوم افتتاح مهرجان الدوحة للأغنية الثالث.

## الرؤية
كرست صوت الخليج نفسها لتعزيز الوجود الإعلامي للهوية الخليجية، وذلك عن طريق مضمونها الغنائي والموسيقي الغني بالتاريخ والثقافة المحلية. هدف هذه الإذاعة هو الوصول لأكبر عدد ممكن من المستمعين العرب لتوثيق التاريخ الثقافي لدولة قطر بطريقة حديثة و متلائمة مع العصر. 
شعار صوت الخليج "الصوت صوتك"يسلط الضوء على أهمية مساهمات و أفكار المستمعين في بناء رؤية و هدف هذه الإذاعة التي تعد من أهم المشاريع العلامية في قطر.

## ترددات صوت الخليج
ما يلي هو أسماء المدن مرفقة مع الترددات الخاصة بها:
- الدوحة 100.8، 99
- المنامة 94.4
- أبوظبي 105.2
- مسقط 107.7
- بغداد 98.7
- البصرة 98.7
- الموصل 92.4
- لندن A digital 558 AM 12
- الكويت 102.4

## برامج الإذاعة
- آمر تدلل برنامج يومي
- فيض المشاعر برنامج اسبوعي
- برنامج "الألعاب المصاحبة" نانسي محجوب
- شووت برنامج رياضي اسبوع
- طربيات يوميا عدا الجمعة و السبت